# I più non ritornano
I più non ritornano. Diario di ventotto giorni in una sacca sul fronte russo (inverno 1942-43) è un diario di guerra di Eugenio Corti.
Il diario narra i ventotto giorni trascorsi dall'autore sul fronte russo durante la seconda guerra mondiale, dal pomeriggio del 19 dicembre 1942 alla sera del 17 gennaio del 1943, dopo lo sfondamento del fronte italiano ad opera delle divisioni sovietiche, e la conseguente distruzione del XXXV corpo d'armata.

## Edizioni
- Eugenio Corti, I più non ritornano, Diario di ventotto giorni in una sacca sul fronte russo (inverno 1942-43), Edizioni Bur, 2004,  p. 216.

- Eugenio Corti, I più non ritornano, Diario di ventotto giorni in una sacca sul fronte russo (inverno 1942-43), Ugo Mursia editore,  p. 264, ISBN 9788842532361.